# Забродівська сільська територіальна громада
Забродівська сільська громада — територіальна громада в Україні, в Ковельському районі Волинської області. Адміністративний центр — село Заброди.
Площа громади — 334,24 км², населення — 10 629 мешканців (2018).
Утворена 9 жовтня 2016 року шляхом об'єднання Видраницької, Забродівської, Поступельської, Річицької та Щедрогірської сільських рад Ратнівського району.
2 серпня 2018 року добровільно приєдналася Замшанівська сільська рада Ратнівського району.
19 липня 2020 року, в результаті адміністративно-територіальної реформи та ліквідації Ратнівського району, громада увійла до складу Ковельського району.

## Населені пункти
До складу громади входять 18 сіл: Адамівка, Видраниця, Вужиськ, Заброди, Задолина, Заіванове, Залюття, Замшани, Зоряне, Лучичі, Мельники-Річицькі, Окачеве, Підгір'я, Піски-Річицькі, Поступель, Річиця, Щедрогір та Якушів.

## Географія
На території, підпорядкованій громаді, знаходяться річки Вижівка, Прип'ять, озеро Любань, ландшафтний заказник Урочище Херма.